# Laxmanniaceae
Classification APG II (2003)
Famille
Classification APG III (2009)
La famille des Laxmanniacées regroupe des plantes monocotylédones.
Prédominants en Australie, les membres de cette famille se rencontrent aussi à Madagascar, en Inde, et en Amérique du Sud.

## Étymologie
Le nom vient du genre Laxmannia (en) qui pourrait venir du latin lax, relâcher, et mani, folie mais a plus probablement été donné en l'honneur du naturaliste suédois Erich Laxmann, botaniste finno-suédo-russe, explorateur en Sibérie, professeur à Saint-Pétersbourg. La paternité du nom a été attribuée à Robert Brown qui n'expliqua pas la raison de ce choix,.

## Description
Lomandra insularis est un arbuste endémique de Nouvelle-Calédonie, ses feuilles en rubans ondulés sont disposées en rosettes à l'extrémité des tiges, ses petites fleurs blanches sont rassemblées en inflorescences denses.

## Classification
En classification classique de Cronquist (1981), cette famille n'existe pas et ses espèces sont assignées entre autres aux Liliaceae.
En classification phylogénétique APG II (2003) elle est optionnelle : ces plantes peuvent être aussi incluses dans les Asparagacées.
En classification phylogénétique APG III (2009) cette famille est invalide et ses genres sont incorporés dans la famille Asparagaceae (sous-famille Lomandroideae).
Avant qu'elle ne soit invalidée la famille était divisée en deux sous-familles, les Laxmannioidées et les Lomandroidées avec 178 espèces réparties en une quinzaine de genres.
- Les Laxmannioidées renfermaient entre autres les genres Bottionea, Cordyline, Laxmannia, Thysanotus et Trichopetalum. Trichopetalum chosmalensis, fut découverte en Argentine et T. plumosum au Chili.
- Les Lomandroidés comprenaient les genres Acanthocarpus, Baxteria, Chamaexeros, Lomandra, Romnalda et Xerolirion.

## Genres

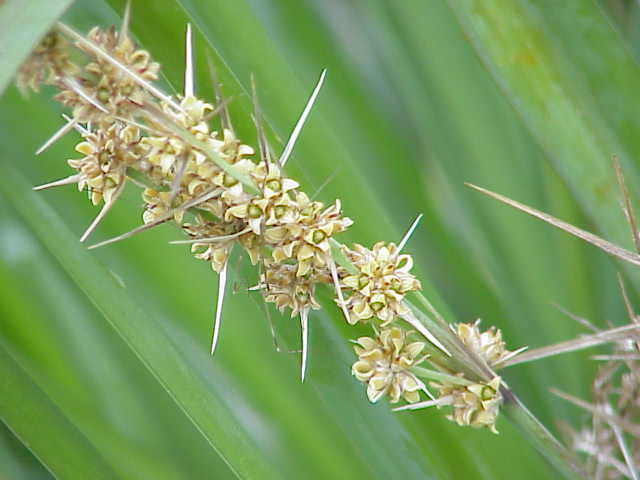
Lomandra filiformis

- Acanthocarpus Lehm.
- Arthropodium (en) R.Br.
- Baxteria (en) R.Br. ex Hook.
- Chamaescilla F.Muell. ex Benth.
- Chamaexeros (en) Benth.
- Cordyline Comm. ex R.Br.
- Eustrephus R.Br.
- Laxmannia (en) R.Br.
- Lomandra Labill.
- Murchisonia (en) Brittan
- Romnalda (en) P.F.Stevens
- Sowerbaea Sm.
- Thysanotus R.Br.
- Trichopetalum Lindl.
- Xerolirion (en) A.S.George